# Sint-Lambertuskerk (Nederweert)

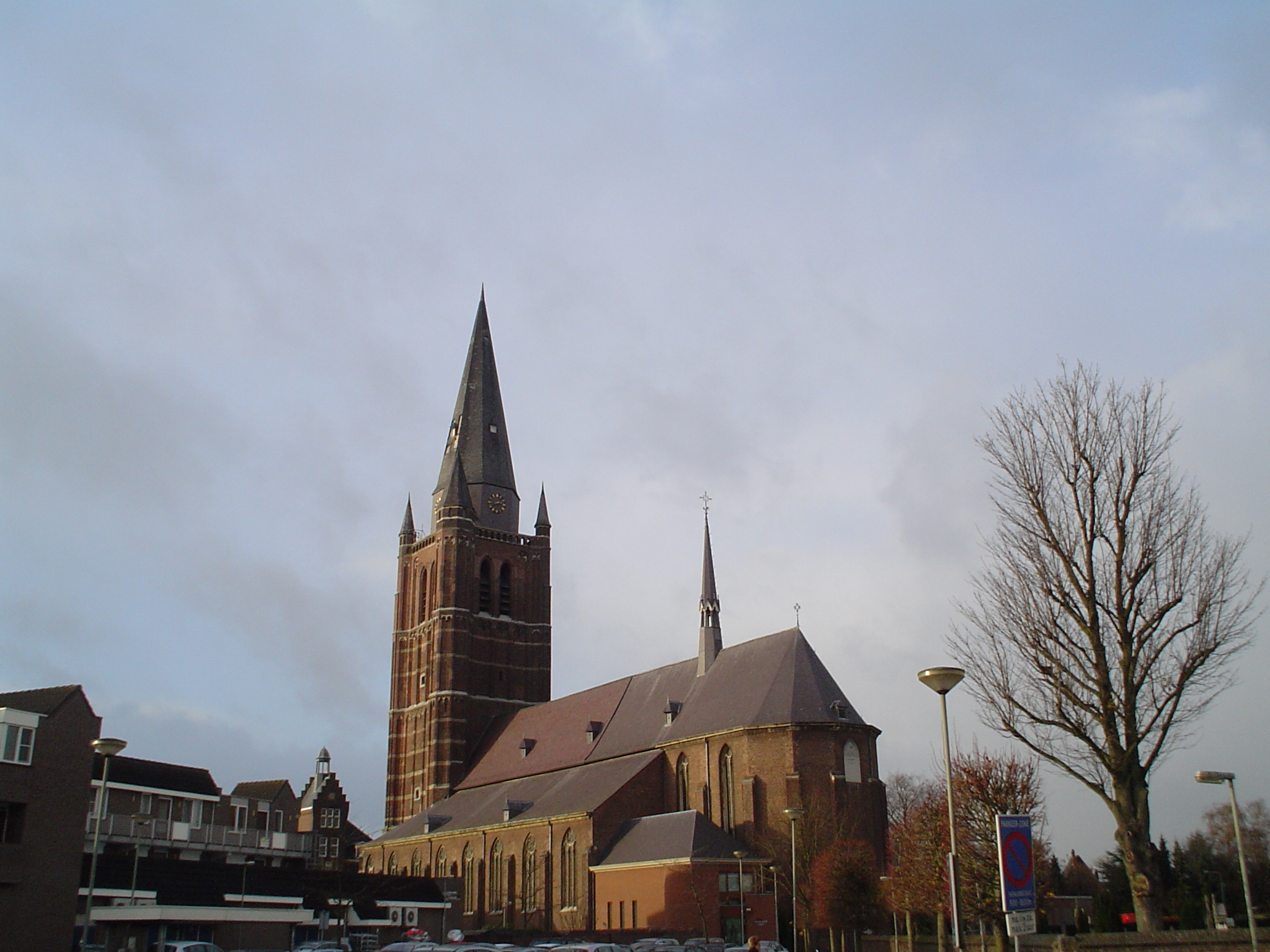
Lambertuskerk

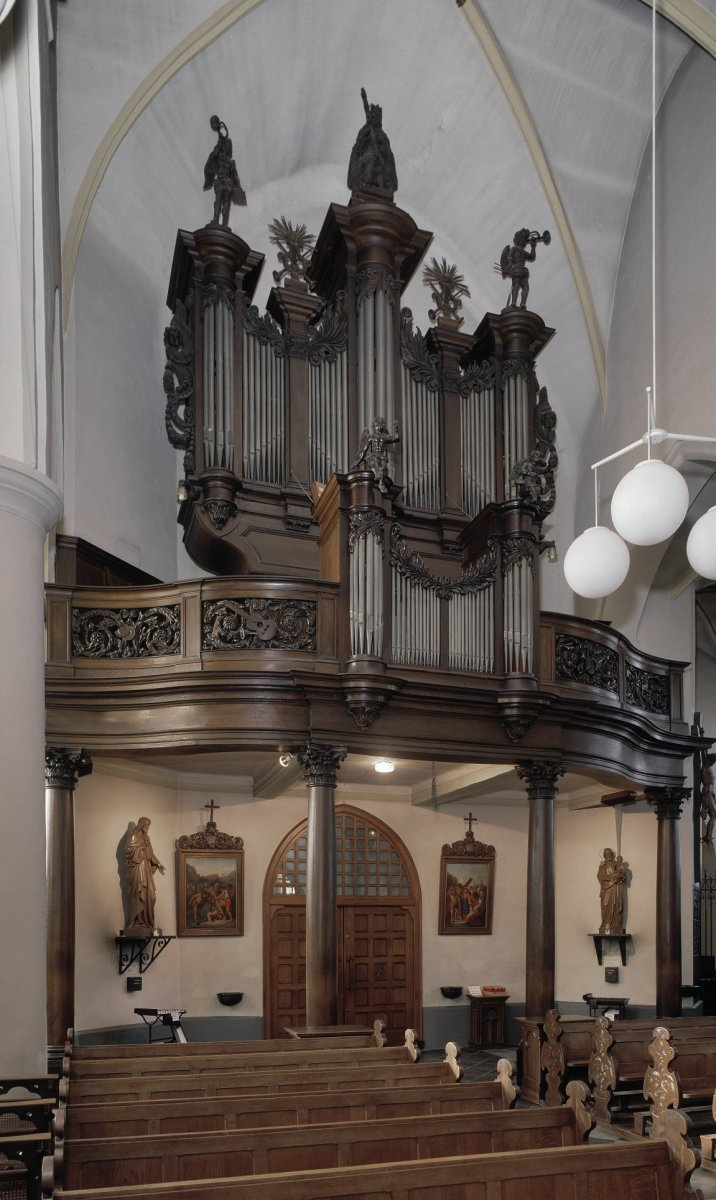
Orgel

De Sint-Lambertuskerk is de parochiekerk van Nederweert in de Nederlandse provincie Limburg. De kerk is gelegen aan Kerkstraat 58.

## Geschiedenis
In 1467 begon men met de bouw van de toren, terwijl in dezelfde eeuw ook het schip en het koor gereedkwamen. In 1592 en ook in 1659 brandde de kerk uit. In 1840-1841 werd de kerk herbouwd en vergroot. In 1900 werd de toren verhoogd met één geleding, en ook de vier typerende hoektorentjes kwamen toen tot stand. Bovenop de nieuwe geleding kwam een achthoekige lantaarn met uurwerk, en een eveneens achthoekige spits.
De toren werd zwaar beschadigd in 1944, en van 1946-1948 hersteld. Restauratie volgde nog in 1983-1984.

## Gebouw
De drie benedenste geledingen van de bakstenen toren zijn in rijkversierde Kempense gotiek uit de tweede helft van de 15e eeuw, met opvallende speklagen. Schip en koor zijn van 1840. Het betreft een driebeukige pseudobasiliek met een dakruiter. Twee koorbanken zijn van de 16e of 17e eeuw. Het hardstenen doopvont is uit 1698, de kerkbanken uit 1754.
Uit 1776 dateert een beeldengroep, met de gekruisigde Christus, Maria en Johannes. Onderaan het kruis staat: Crucifixum Laetus Adora, wat een chronogram voor 1776 omvat. Lang heeft deze beeldengroep buiten, boven de hoofdingang, gestaan, maar ze is uiteindelijk in de kerk geplaatst ter bescherming tegen weersinvloeden.
Zowel het kerkgebouw als de beeldengroep zijn geklasseerd als rijksmonument.

## Begraafplaats
Op de begraafplaats vindt men een neogotische kerkhofkapel uit 1892, ontworpen door Johan Kayser. Er zijn oude grafstenen uit 1692 en 1785.